# Cribrihammus granulosus
Cribrihammus granulosus là một loài bọ cánh cứng trong họ Cerambycidae.